# Tindale Tarn House

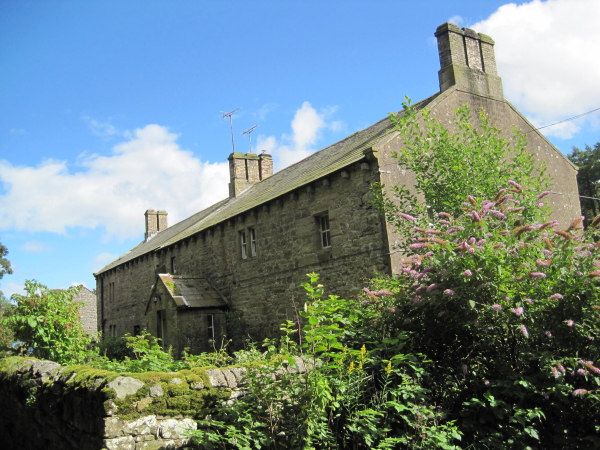
Tindale Tarn House

Das Tindale Tarn House (auch Tarn House) ist ein Grade-II*-geschütztes Gebäude am Südufer des Tindale Tarn in Cumbria.
Das Tindale Tarn House wurde zuerst 1485 urkundlich erwähnt und wird dort als neugebautes Haus bezeichnet. Es wurde für Humphrey, Lord Dacre gebaut, der nur einem niederen lokalen Adelsgeschlecht angehörte, doch machte diese Stellung ein entsprechend repräsentatives Gebäude erforderlich. Der Bau, mit Mauern von über einem Meter und teilweise bis zu zwei Metern Stärke wurde als Peel tower beschrieben. Ein solches befestigtes Gebäude war in der englisch-schottischen Grenzregion üblich. Es war in diesem Fall nicht unbedingt als Wohnhaus gedacht, sondern diente wahrscheinlich eher Verwaltungszwecken, wie der Überwachung der nahegelegenen Minen. Aus dem 17. Jahrhundert ist seine Verwendung in der Käseherstellung überliefert. Durch die Befestigung des Bauwerkes könnte es als Aufbewahrungsort für Bargeld oder andere Vermögensgegenstände genutzt worden sein.
Das heutige Aussehen des Gebäudes, dass im Wesentlichen ein Farmgebäude ist, geht auf die Jahre 1823 und 1843 zurück, als ein neues Dach, sowie Fenster hinzugefügt wurden, sowie wesentliche Teile des Turms und der Kurtine in das jetzige Gebäude einbezogen wurden.